# Paul Hoppe
Paul Werner Hoppe (ur. 22 czerwca 1900 w Berlinie, zm. 25 września 1988 we Fryburgu Bryzgowijskim) – niemiecki duchowny katolicki, wikariusz kapitulny diecezji warmińskiej, prałat, protonotariusz apostolski.

## Życiorys
Pochodził z rodziny warmińskiej, był synem Alojzego (urzędnika państwowego, urodzonego w Reszlu) i Jadwigi z domu Katschrowski (urodzonej w Ornecie). Dzieciństwo spędził w Berlinie i Olsztynie, gdzie ukończył gimnazjum (egzamin dojrzałości w 1920). W 1918 służył w jednostce wojskowej w Ostródzie. Studia filozoficzne i teologiczne odbył w Braniewie i Fryburgu, święcenia kapłańskie przyjął 19 lipca 1925 w katedrze fromborskiej z rąk biskupa warmińskiego Augustinusa Bludaua. Pracował jako duszpasterz kolejno w Kętrzynie – kościół św. Katarzyny (1925–1927), Elblągu (1927–1935, trzeci wikariusz w parafii św. Mikołaja, także nauczyciel religii w liceum państwowym) i Gołdapi (1935–1938). W 1938 został proboszczem parafii Świętej Rodziny w Królewcu. Był równocześnie m.in. kapelanem więziennym. Za zaangażowanie w pracę z młodzieżą i niechętnie widziane przez władze kazania był śledzony i kilkakrotnie przesłuchiwany przez gestapo.
Od listopada 1941 pełnił funkcję wicedziekana dekanatu sambijskiego. Kontynuował pracę duszpasterską po zajęciu Królewca przez Armię Czerwoną, w latach 1945–1947 jako wikariusz generalny części diecezji warmińskiej, która znalazła się na terenie obwodu królewieckiego. Wysiedlony został ostatecznie z Królewca do brytyjskiej strefy okupacyjnej 30 listopada 1947. Był m.in. proboszczem w Wilster, gdzie kierował budową nowego kościoła i plebanii. W grudniu 1956 został powołany w skład konsystorza warmińskiego w Niemczech, a 29 lipca 1957 (po śmierci Artura Kathera) wybrany – przez przedwojennych członków kapituły Alojzego Marquardta i Bruno Schwarka – na wikariusza kapitulnego diecezji warmińskiej do opieki duszpasterskiej dla Warmiaków w Niemczech. W tym okresie diecezja warmińska na terenie Polski również znajdowała się pod rządami tymczasowymi (diecezją kierował Tomasz Wilczyński z tytułem biskupa w Olsztynie, a wcześniej administratorzy apostolscy lub wikariusze kapitulni), a w rocznikach watykańskich jako biskupi warmińscy figurowali (z odpowiednimi zastrzeżeniami dotyczącymi funkcji) Kather i Hoppe. Hoppe rezydował w Honeburg koło Osnabrück, od 1961 w Münster, gdzie pod jego kierunkiem zbudowano Dom Warmiński (Ermlandhaus). W ramach opieki duszpasterskiej nad katolikami pochodzącymi z Prus Wschodnich wydawał kalendarze i kwartalnik "Ermlandbrief", odwiedzał niemieckie miejscowości z dużą liczbą osiadłych Warmiaków, organizował pielgrzymki do Werl i Rzymu. Jako członek Konferencji Biskupów Niemieckich uczestniczył w obradach soboru watykańskiego II.
Po uznaniu granic Polski przez RFN i reformie administracyjnej Kościoła polskiego w 1972 Paul Hoppe przyjął tytuł wizytatora apostolskiego dla Warmiaków w Niemczech. Z funkcji tej ustąpił 7 września 1975 (zastąpił go prałat Johannes Schwalke). Ostatnie lata życia spędził w Stegen i Kappel koło Fryburga; zmarł we Fryburgu i tam został pochowany. Był odznaczony m.in. Wielkim Krzyżem Zasługi RFN (1986).